# Jahja-pašova mešita (Skopje)
Jahja-pašova mešita (makedonsky Јаја-пашина џамија, albánsky Xhamia e Jahja-Pashës) je mešita z období existence Osmanské říše, která se nachází v hlavním městě Severní Makedonie, Skopje. Nachází se v severní části centra města, je chráněná jako kulturní památka. Název má podle tehdejšího správce turecké správní jednotky Rumélie z počátku 16. století, Jahja-paši.
Mešita byla vybudována v roce 1504. Během období své existence byla nesčetněkrát rekonstruována a obnovována. Na přelomu 19. a 20. století do ní dvakrát udeřil blesk. V roce 1915 v ní přítomní němečtí vojáci během první světové války používali pro cvičení střelby.
Stavba je nápadná díky svému 50 m vysokému minaretu. Střecha objektu se čtvercovým půdorysem je zakončena jehlanovitou střechou, a nikoliv kupolí, jako je tomu u řady jiných osmanských mešit z téže doby. Původní kopule byla během jedné z přestaveb (pravděpodobně po požáru z konce 17. století) odstraněna; turecký cestopisec Evlija Čelebi zdokumentoval stavbu jako mešitu s několika kupolemi.